# Kleinheubach
Kleinheubach é um município localizado no distrito de Miltenberg, na Baixa Francónia, na Baviera, Alemanha.